# Lutra castiglionis
Lutra castiglionis (видра корсиканська) — викопний вид хижих ссавців родини мустелових (Mustelidae), підродини Видрові (Lutrinae). Мешкала у середньому плейстоцені (157 500 років тому, +22,200/-17,300).

## Опис
Корсиканська видра, імовірно, вела річковий водний спосіб життя. Морфологія скелету, а саме сплющення крижевої кістки, вказують на те, що м'язи хвоста корсиканської видри були сильніші, ніж в звичайної річкової видри, що дозволяло їй ефективніше пересуватися у воді.
Рештки корсиканської видри відомі лише з печери Кастильйоне на Корсиці.

## Таксономія
Початково видра була описана як представник монотипового роду Cyrnolutra. Однак в 2006 році вона була переведена до роду Видра (Lutra). Імовірним предком корсиканської видри є Lutra simplicidens, відома за рештками з континентальної Європи.